# Pleigne
Pleigne est une commune suisse du canton du Jura.

Vue aérienne (1950)

## Géographie
Le village de Pleigne est situé sur un replat, à 809 m. d'altitude, au nord-ouest de Delémont. La commune jouxte la frontière avec l'Alsace.
Elle comprend les localités de Bavelier (ancien nom allemand : Baderschwiler) et de Lucelle. Le hameau de Lucelle partagé entre la commune de Pleigne et la commune française de Lucelle, sur le site d'une ancienne abbaye, aujourd'hui en ruine.

## Toponymie
La commune se nomme Plenna en 1179, Blennes en 1213, Blendess en 1361, Blen en 1400.
Son ancien nom allemand est Pleen[réf. souhaitée].

## Population

### Gentilé et surnom
Les habitants de la commune se nomment les Pleignets. Ils sont surnommés les Geais (lé Djé en patois jurassien).